# Přijď, ó Duchu přesvatý

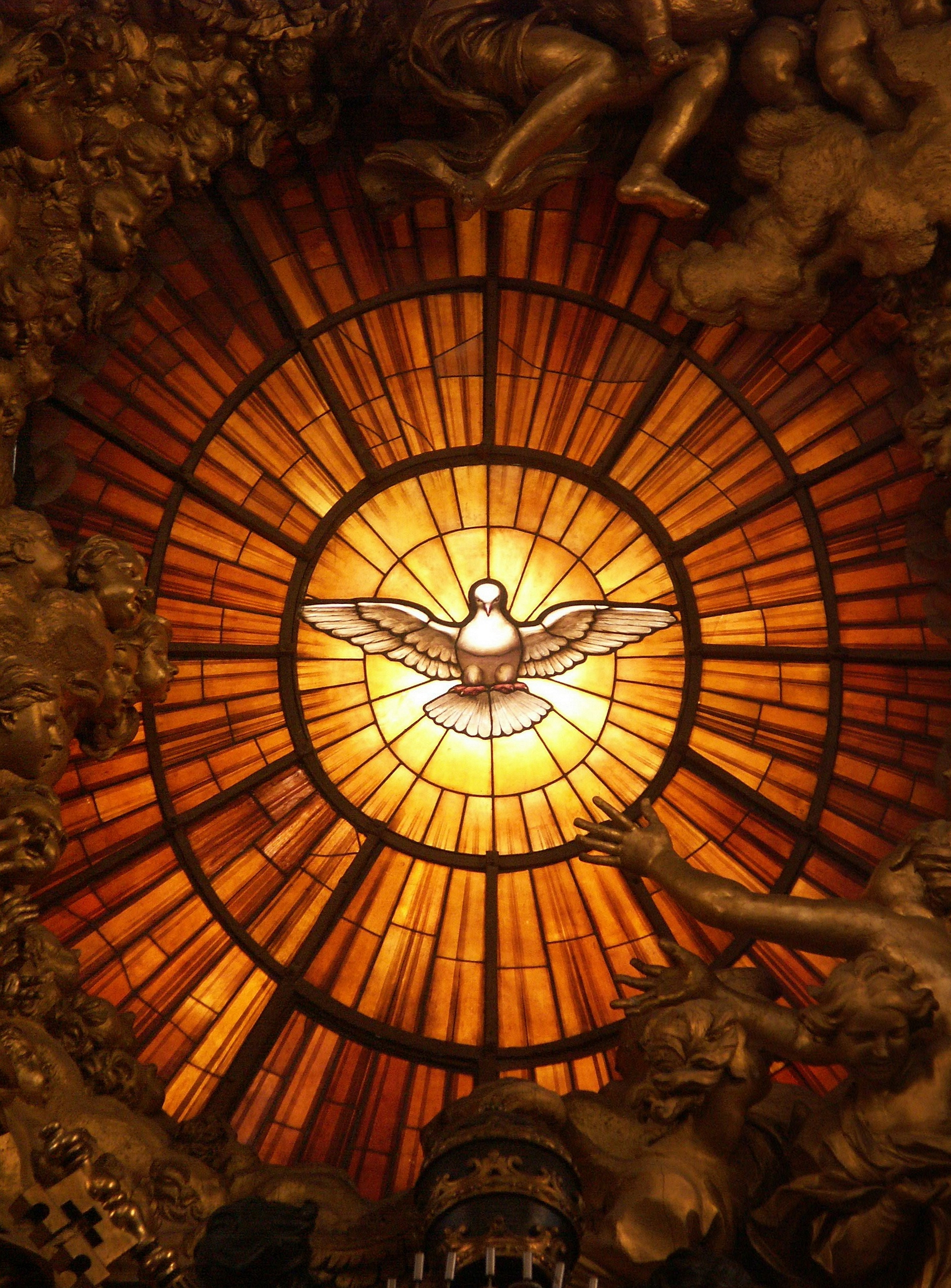
Duch svatý v bazilice svatého Petra ve Vatikánu

Přijď, ó Duchu přesvatý je česká duchovní píseň k Duchu svatému, jejíž text tvoří český překlad latinské sekvence Veni sancte Spiritus připisované nejčastěji kardinálovi Štěpánu Langtonovi.

## Zařazení v kancionálu
V jednotném kancionále je zařazena pod číslem 422. Má pět slok a při mši svaté se může zpívat před evangeliem. Má dva různé nápěvy – první (422A) je převzatý z českého Svatojanského kancionálu, druhý (422B) z olomouckého Holainova kancionálu. Jako 422C je označen odlišný překlad z lekcionáře z roku 1979 s názvem Svatý Duchu, sestup k nám.